# Colonia Teñhe
Colonia Teñhe är en ort i Mexiko.   Den ligger i kommunen Mixquiahuala de Juárez och delstaten Hidalgo, i den sydöstra delen av landet, 90 km norr om huvudstaden Mexico City. Colonia Teñhe ligger 2 040 meter över havet och antalet invånare är 2 768.
Terrängen runt Colonia Teñhe är varierad. Runt Colonia Teñhe är det tätbefolkat, med 297 invånare per kvadratkilometer. Närmaste större samhälle är Mixquiahuala de Juarez, 5,5 km nordväst om Colonia Teñhe. Omgivningarna runt Colonia Teñhe är en mosaik av jordbruksmark och naturlig växtlighet.